# Kreis Putnok
Der Kreis Putnok (ungarisch Putnoki járás) ist ein Kreis im Westen des ungarischen Komitats Borsod-Abaúj-Zemplén. Er grenzt an den Kreis Edelény im Nordosten, an den Kreis Kazincbarcika im Osten und Südosten sowie an den Kreis Ózd im Süden. Im Westen bilden 7 Gemeinden die Grenze zum Nachbarland Slowakei.

Der Kreis Putnok wurde zur ungarischen Verwaltungsreform Anfang 2013 aus den Kleingebieten Ózd (12 Gemeinden mit 13.436 Ew.), Kazincbarcika (12 Gemeinden mit 4.984 Ew.) und Edelény (2 Gemeinden mit 832 Ew.) neu geschaffen.

Der Kreis hat eine durchschnittliche Gemeindegröße von 710 Einwohnern auf einer Fläche von 15,05 Quadratkilometern. Die Bevölkerungsdichte liegt unter dem Komitatsdurchschnitt. Verwaltungssitz ist die einzige Stadt Putnok in der südlichen Kreishälfte.

## Gemeindeübersicht
| Gemeinde       | Status   | Herkunft Kleingebiet | Einwohnerzahl | Einwohnerzahl | Einwohnerzahl | Fläche     | Bevölkerungs- dichte (Ew./km²) |
| Gemeinde       | Status   | Herkunft Kleingebiet | 01.10.2011    | 01.01.2013    | 01.01.2016    | 01.01.2016 | Bevölkerungs- dichte (Ew./km²) |
| -------------- | -------- | -------------------- | ------------- | ------------- | ------------- | ---------- | ------------------------------ |
| Aggtelek *     | Gemeinde | Edelény              | 580           | 586           | 555           | 43,82      | 12,7                           |
| Alsószuha      | Gemeinde | Kazincbarcika        | 436           | 418           | 410           | 22,42      | 18,3                           |
| Bánréve *      | Gemeinde | Ózd                  | 1.337         | 1.352         | 1.310         | 6,62       | 197,9                          |
| Dövény         | Gemeinde | Kazincbarcika        | 303           | 310           | 301           | 11,65      | 25,8                           |
| Dubicsány      | Gemeinde | Ózd                  | 270           | 271           | 227           | 13,00      | 17,5                           |
| Felsőkelecsény | Gemeinde | Kazincbarcika        | 367           | 372           | 342           | 7,99       | 42,8                           |
| Felsőnyárád    | Gemeinde | Kazincbarcika        | 993           | 987           | 971           | 11,67      | 83,2                           |
| Gömörszőlős *  | Gemeinde | Ózd                  | 76            | 76            | 86            | 8,77       | 9,8                            |
| Hét            | Gemeinde | Ózd                  | 499           | 498           | 468           | 3,71       | 126,1                          |
| Imola          | Gemeinde | Kazincbarcika        | 83            | 86            | 85            | 18,12      | 4,7                            |
| Jákfalva       | Gemeinde | Kazincbarcika        | 556           | 541           | 541           | 9,06       | 59,7                           |
| Jósvafő        | Gemeinde | Edelény              | 243           | 246           | 216           | 21,55      | 10,0                           |
| Kánó           | Gemeinde | Kazincbarcika        | 174           | 171           | 167           | 13,78      | 12,1                           |
| Kelemér *      | Gemeinde | Ózd                  | 530           | 523           | 506           | 18,81      | 26,9                           |
| Királd         | Gemeinde | Ózd                  | 872           | 837           | 787           | 7,88       | 99,9                           |
| Putnok         | Stadt    | Ózd                  | 6.905         | 6.810         | 6.609         | 34,72      | 190,4                          |
| Ragály         | Gemeinde | Kazincbarcika        | 666           | 684           | 642           | 15,54      | 41,3                           |
| Sajómercse     | Gemeinde | Ózd                  | 206           | 219           | 202           | 11,18      | 18,1                           |
| Sajónémeti     | Gemeinde | Ózd                  | 537           | 526           | 495           | 7,37       | 67,2                           |
| Sajópüspöki *  | Gemeinde | Ózd                  | 480           | 494           | 449           | 9,45       | 47,5                           |
| Sajóvelezd     | Gemeinde | Ózd                  | 807           | 810           | 772           | 23,02      | 33,5                           |
| Serényfalva *  | Gemeinde | Ózd                  | 1.007         | 1.020         | 967           | 19,64      | 49,2                           |
| Szuhafő *      | Gemeinde | Kazincbarcika        | 151           | 165           | 142           | 16,05      | 8,8                            |
| Trizs          | Gemeinde | Kazincbarcika        | 219           | 208           | 214           | 10,25      | 20,9                           |
| Zádorfalva     | Gemeinde | Kazincbarcika        | 438           | 465           | 460           | 13,75      | 33,5                           |
| Zubogy         | Gemeinde | Kazincbarcika        | 555           | 577           | 534           | 11,43      | 46,7                           |
| Kreis Putnok   |          |                      | 19.290        | 19.252        | 18.458        | 391,25     | 47,2                           |

* Grenzgemeinde zur Slowakei